# Idaea epicrossis
Idaea epicrossis là một loài bướm đêm trong họ Geometridae.